# Liga Europa da UEFA de 2012–13 – Fase de Grupos
A fase de grupos foi disputada por 48 equipes: os 31 vencedores da fase de play-off, 7 que vão entrar direto, e os 10 perdedores da fase de play-off da Liga dos Campeões.
As equipes apuradas para a fase de grupos foram divididas em 4 potes, de acordo com os seus coeficientes na UEFA e, em seguida, sorteados em doze grupos de quatro equipes cada. Equipes da mesma federação não puderão ser tiradas num mesmo grupo. O sorteio foi realizado em 31 de agosto de 2012 em Mônaco.
Em cada grupo, as equipes jogam entre si em jogos de ida e volta. As jornadas são em 20 de setembro, 4 de outubro, 25 de outubro, 8 de novembro, 22 de novembro e 6 de dezembro de 2012. Os vencedores de cada grupo e os segundos colocados vão para a rodada de 32-avos, onde serão acompanhados pelas 8 equipes terceiro colocadas da fase de grupos da Liga dos Campeões.
Se duas ou mais equipes terminarem iguais em pontos no final dos jogos do grupo, os seguintes critérios serão aplicados para determinar o ranking (em ordem decrescente):
1. maior número de pontos obtidos nos jogos entre as equipes em questão;
2. saldo de gols superior dos jogos disputados entre as equipes em questão;
3. maior número de gols marcados nos jogos disputados entre as equipes em questão;
4. maior número de gols marcados fora de casa nos jogos disputados entre as equipes em questão;
5. se, após a aplicação dos critérios de 1) a 4) para várias equipes, duas equipes ainda têm um ranking igual, os critérios de 1) a 4) serão reaplicados para determinar o ranking destas equipes;
6. saldo de gols de todos os jogos disputados no grupo;
7. maior número de gols marcados em todos os jogos disputados no grupo;
8. maior número de pontos acumulados pelo clube em questão, bem como a sua associação, ao longo das últimas cinco temporadas.

| Pote 1 | Pote 2 | Pote 3 | Pote 4 |
| --- | --- | --- | --- |
| - Atlético de Madrid (Defensor do título) - Internazionale - Lyon - Liverpool - Marseille - Sporting CP - PSV Eindhoven - Tottenham Hotspur - Bayer Leverkusen - Bordeaux - Twente - Stuttgart | - Basel - Metalist Kharkiv - Panathinaikos - Athletic Bilbao - Copenhagen - Fenerbahçe - Rubin Kazan - Napoli - Udinese - Club Brugge - Hapoel Tel Aviv - Hannover | - Lazio - Steaua București - Sparta Praha - Rosenborg - Newcastle United - Young Boys - Levante - Genk - Borussia Mönchengladbach - Partizan - Viktoria Plzeň - Dnipro Dnipropetrovsk | - Helsingborg - Marítimo - Rapid Wien - Académica - Anzhi - Maribor - AIK - AEL Limassol - Ironi Kiryat Shmona - Molde - Videoton - Neftçi Baku |

| Legenda                                  |
| ---------------------------------------- |
| Classificados à fase de 16-avos de final |
| Eliminados                               |

Horários até 27 de outubro de 2012 (partidas 1-3) estão em CEST (UTC+2), após (partidas 4–6) horários em CET (UTC+1).

## Grupo A
| Equipe     | Pts | J | V | E | D | GP | GC | SG |
| ---------- | --- | - | - | - | - | -- | -- | -- |
| Liverpool  | 10  | 6 | 3 | 1 | 2 | 11 | 9  | +2 |
| Anzhi      | 10  | 6 | 4 | 0 | 2 | 7  | 4  | +3 |
| Young Boys | 10  | 6 | 3 | 1 | 2 | 14 | 12 | +2 |
| Udinese    | 4   | 6 | 1 | 1 | 4 | 7  | 12 | –5 |

|            | LIV | UDI | YOU | ANZ |
| ---------- | --- | --- | --- | --- |
| Liverpool  | –   | 2–3 | 2–2 | 1–0 |
| Udinese    | 0–1 | –   | 2–3 | 1–1 |
| Young Boys | 3–5 | 3–1 | –   | 3–1 |
| Anzhi      | 1–0 | 2–0 | 2–0 | –   |

| 20 de setembro de 2012 | Young Boys                           | 3 – 5     | Liverpool                                                    | Stade de Suisse, Berna                           |
| 19:00                  | Nuzzolo 38' · Ojala 53' · Zárate 63' | Relatório | Ojala 4' (g.c.) · Wisdom 40' · Coates 67' · Shelvey 76', 88' | Público: 31 120 Árbitro: GRE Michael Koukoulakis |

| 20 de setembro de 2012 | Udinese         | 1 – 1     | Anzhi      | Stadio Friuli, Udine                      |
| 19:00                  | Di Natale 90+2' | Relatório | Traoré 45' | Público: 6 500 Árbitro: TUR Hüseyin Göçek |

| 4 de outubro de 2012 | Anzhi                | 2 – 0     | Young Boys | Estádio Lokomotiv de Moscou, Moscou1     |
| 18:00                | Eto'o 62', 90' (pen) | Relatório |            | Público: 8 000 Árbitro: GER Felix Zwayer |

| 4 de outubro de 2012 | Liverpool                | 2 – 3     | Udinese                                        | Anfield, Liverpool                              |
| 21:05                | Shelvey 23' · Suárez 75' | Relatório | Di Natale 46' · Coates 71' (gc) · Pasquale 72' | Público: 40 092 Árbitro: SWE Stefan Johannesson |

| 25 de outubro de 2012 | Liverpool   | 1 – 0     | Anzhi | Anfield, Liverpool                       |
| 21:05                 | Downing 53' | Relatório |       | Público: 39 358 Árbitro: NED Bas Nijhuis |

| 25 de outubro de 2012 | Young Boys                    | 3 – 1     | Udinese  | Stade de Suisse, Berna                      |
| 21:05                 | Bobadilla 4', 71', 81' (pen.) | Relatório | Coda 74' | Público: 20 143 Árbitro: FRA Clément Turpin |

| 8 de novembro de 2012 | Anzhi        | 1 – 0     | Liverpool | Estádio Lokomotiv de Moscou, Moscou                   |
| 18:00                 | Traoré 45+2' | Relatório |           | Público: 15 000 Árbitro: ESP David Fernández Borbalán |

| 8 de novembro de 2012 | Udinese                      | 2 – 3     | Young Boys                                 | Stadio Friuli, Udine                       |
| 19:00                 | Di Natale 47' · Fabbrini 83' | Relatório | Bobadilla 27' · Farnerud 65' · Nuzzolo 73' | Público: 12 000 Árbitro: EST Kristo Tohver |

| 22 de novembro de 2012 | Anzhi                 | 2 – 0     | Udinese | Estádio Lokomotiv de Moscou, Moscou        |
| 18:00                  | Samba 72' · Eto'o 75' | Relatório |         | Público: 7 500 Árbitro: BEL Serge Gumienny |

| 22 de novembro de 2012 | Liverpool              | 2 – 2     | Young Boys                   | Anfield, Liverpool                      |
| 21:05                  | Shelvey 33' · Cole 72' | Relatório | Bobadilla 52' · Zverotić 88' | Público: 37 810 Árbitro: ISR Alon Yefet |

| 6 de dezembro de 2012 | Young Boys                               | 3 – 1     | Anzhi         | Stade de Suisse, Berna                 |
| 19:00                 | Zárate 38' · Costanzo 52' · González 90' | Relatório | Ahmedov 45+2' | Público: 17 132 Árbitro: SVN Matej Jug |

| 6 de dezembro de 2012 | Udinese | 0 – 1     | Liverpool     | Stadio Friuli, Udine                      |
| 19:00                 |         | Relatório | Henderson 23' | Público: 12 000 Árbitro: POR Duarte Gomes |

Notas
- Nota 1: Anzhi irá disputar sua partida em casa no Estádio Lokomotiv de Moscou, Moscou ao invés de seu estádio regular, Dynamo Stadium, Makhachkala, por conta de problemas envolvendo a cidade de Makhachkala e a república autônoma do Daguestão.[2]

## Grupo B
| Equipe             | Pts | J | V | E | D | GP | GC | SG |
| ------------------ | --- | - | - | - | - | -- | -- | -- |
| Viktoria Plzeň     | 13  | 6 | 4 | 1 | 1 | 11 | 4  | +7 |
| Atlético de Madrid | 12  | 6 | 4 | 0 | 2 | 7  | 4  | +3 |
| Académica          | 5   | 6 | 1 | 2 | 3 | 6  | 9  | –3 |
| Hapoel Tel-Aviv    | 4   | 6 | 1 | 1 | 4 | 4  | 11 | –7 |

|                    | ATM | HAP | PLZ | ACA |
| ------------------ | --- | --- | --- | --- |
| Atlético de Madrid | –   | 1–0 | 1–0 | 2–1 |
| Hapoel Tel-Aviv    | 0–3 | –   | 1–2 | 2–0 |
| Plzeň              | 1–0 | 4–0 | –   | 3–1 |
| Académica          | 2–0 | 1–1 | 1–1 | –   |

| 20 de setembro de 2012 | Hapoel Tel-Aviv | 0 – 3     | Atlético de Madrid                     | Bloomfield Stadium, Tel Aviv                |
| 19:00                  |                 | Relatório | Rodríguez 37' · Costa 40' · García 63' | Público: 12 000 Árbitro: NED Pol van Boekel |

| 20 de setembro de 2012 | Viktoria Plzeň                         | 3 – 1     | Académica   | Stadion města Plzně, Plzeň                 |
| 19:00                  | Horváth 47' · Duris 58' · Rajtoral 80' | Relatório | Eduardo 19' | Público: 10 848 Árbitro: EST Hannes Kaasik |

| 4 de outubro de 2012 | Académica | 1 – 1     | Hapoel Tel-Aviv | Estádio Cidade de Coimbra, Coimbra         |
| 21:05                | Cissé 47' | Relatório | Damari 90+1'    | Público: 5 676 Árbitro: SUI Stephan Studer |

| 4 de outubro de 2012 | Atlético de Madrid | 1 – 0     | Viktoria Plzeň | Estádio Vicente Calderón, Madrid            |
| 21:05                | C. Rodríguez 90+3' | Relatório |                | Público: 19 772 Árbitro: FRA Antony Gautier |

| 25 de outubro de 2012 | Atlético de Madrid              | 2 – 1     | Académica | Estádio Vicente Calderón, Madrid          |
| 21:05                 | Diego Costa 48' · Belözoğlu 67' | Relatório | Cissé 85' | Público: 10 000 Árbitro: SCO Bobby Madden |

| 25 de outubro de 2012 | Hapoel Tel-Aviv | 1 – 2     | Viktoria Plzeň               | Bloomfield Stadium, Tel Aviv              |
| 21:05                 | Maman 19'       | Relatório | Horváth 45+1' · Rajtoral 55' | Público: 14 500 Árbitro: GER Felix Zwayer |

| 8 de novembro de 2012 | Académica                      | 2 – 0     | Atlético de Madrid | Estádio Cidade de Coimbra, Coimbra      |
| 19:00                 | Wilson Eduardo 28', 70' (pen.) | Relatório |                    | Público: 3 000 Árbitro: ENG Lee Probert |

| 8 de novembro de 2012 | Viktoria Plzeň                          | 4 – 0     | Hapoel Tel-Aviv | Stadion města Plzně, Plzeň                     |
| 19:00                 | Kolář 23', 76' · Štípek 40' · Bakoš 84' | Relatório |                 | Público: 11 389 Árbitro: BUL Stanislav Todorov |

| 22 de novembro de 2012 | Atlético de Madrid | 1 – 0     | Hapoel Tel-Aviv | Estádio Vicente Calderón, Madrid            |
| 21:05                  | Raúl García 7'     | Relatório |                 | Público: 10 000 Árbitro: SWE Martin Hansson |

| 22 de novembro de 2012 | Académica         | 1 – 1     | Viktoria Plzeň     | Estádio Cidade de Coimbra, Coimbra        |
| 21:05                  | Edinho 88' (pen.) | Relatório | Horváth 57' (pen.) | Público: 3 717 Árbitro: POL Marcin Borski |

| 6 de dezembro de 2012 | Hapoel Tel-Aviv      | 2 – 0     | Académica | Bloomfield Stadium, Tel Aviv                  |
| 19:00                 | Mare 56' · Maman 80' | Relatório |           | Público: 12 000 Árbitro: RUS Aleksei Nikolaev |

| 6 de dezembro de 2012 | Viktoria Plzeň | 1 – 0     | Atlético de Madrid | Stadion města Plzně, Plzeň                      |
| 19:00                 | Procházka 26'  | Relatório |                    | Público: 11 067 Árbitro: ISL Kristinn Jakobsson |

## Grupo C
| Equipe                   | Pts | J | V | E | D | GP | GC | SG |
| ------------------------ | --- | - | - | - | - | -- | -- | -- |
| Fenerbahçe               | 13  | 6 | 4 | 1 | 1 | 10 | 7  | +3 |
| Borussia Mönchengladbach | 11  | 6 | 3 | 2 | 1 | 11 | 6  | +5 |
| Olympique de Marseille   | 5   | 6 | 1 | 2 | 3 | 9  | 11 | –2 |
| AEL Limassol             | 4   | 6 | 1 | 1 | 4 | 4  | 10 | –6 |

|                          | MAR | FEN | MON | AEL |
| ------------------------ | --- | --- | --- | --- |
| Olympique de Marseille   | –   | 0–1 | 2–2 | 5–1 |
| Fenerbahçe               | 2–2 | –   | 0–3 | 2–0 |
| Borussia Mönchengladbach | 2–0 | 2–4 | –   | 2–0 |
| AEL Limassol             | 3–0 | 0–1 | 0–0 | –   |

| 20 de setembro de 2012 | AEL Limassol | 0 – 0     | Borussia Mönchengladbach | Estádio GSP, Nicósia2                    |
| 19:00                  |              | Relatório |                          | Público: 8 500 Árbitro: POR Duarte Gomes |

| 20 de setembro de 2012 | Fenerbahçe           | 2 – 2     | Olympique de Marseille    | Estádio Şükrü Saraçoğlu, Istanbul       |
| 19:00                  | Erkin 28' · Alex 57' | Relatório | Valbuena 83' · Ayew 90+4' | Público: 47 000 Árbitro: CRO Ivan Bebek |

| 4 de outubro de 2012 | Olympique de Marseille                                | 5 – 1     | AEL Limassol | Stade Vélodrome, Marseille               |
| 21:05                | Fanni 42' · Mendes 61' · Rémy 76', 90+3' · Gignac 90' | Relatório | Ouon 22'     | Público: 12 746 Árbitro: FIN Tony Asumaa |

| 4 de outubro de 2012 | Borussia Mönchengladbach        | 2 – 4     | Fenerbahçe                                       | Borussia-Park, Mönchengladbach                          |
| 21:05                | L. de Jong 18' · de Camargo 74' | Relatório | Cristian 25', 87' · Raul Meireles 40' · Kuyt 71' | Público: 46 297 Árbitro: ESP Fernando Teixeira Vitienes |

| 25 de outubro de 2012 | Borussia Mönchengladbach     | 2 – 0     | Olympique de Marseille | Borussia-Park, Mönchengladbach              |
| 21:05                 | Daems 33' (pen.) · Mlapa 67' | Relatório |                        | Público: 45 000 Árbitro: BEL Serge Gumienny |

| 25 de outubro de 2012 | AEL Limassol | 0 – 1     | Fenerbahçe  | Estádio GSP, Nicósia                            |
| 21:05                 |              | Relatório | Korkmaz 72' | Público: 8 000 Árbitro: ROU Alexandru Dan Tudor |

| 8 de novembro de 2012 | Olympique de Marseille   | 2 – 2     | Borussia Mönchengladbach | Stade Vélodrome, Marseille                |
| 19:00                 | Barton 54' · J. Ayew 67' | Relatório | Hanke 20' · Arango 90+3' | Público: 9 000 Árbitro: SVK Ivan Kružliak |

| 8 de novembro de 2012 | Fenerbahçe         | 2 – 0     | AEL Limassol | Estádio Şükrü Saraçoğlu, Istanbul               |
| 19:00                 | Kuyt 11' · Sow 41' | Relatório |              | Público: 45 000 Árbitro: ISL Kristinn Jakobsson |

| 22 de novembro de 2012 | Borussia Mönchengladbach | 2 – 0     | AEL Limassol | Borussia-Park, Mönchengladbach            |
| 21:05                  | De Camargo 79', 90+1'    | Relatório |              | Público: 49 000 Árbitro: SCO Bobby Madden |

| 22 de novembro de 2012 | Olympique de Marseille | 0 – 1     | Fenerbahçe  | Stade Vélodrome, Marseille                   |
| 21:05                  |                        | Relatório | İrtegün 40' | Público: 15 000 Árbitro: ENG Martin Atkinson |

| 6 de dezembro de 2012 | AEL Limassol                                 | 3 – 0     | Olympique de Marseille | Estádio GSP, Nicósia                              |
| 19:00                 | Orlando Sá 41' · Edmar 79' · Dosa Júnior 82' | Relatório |                        | Público: 35 000 Árbitro: AUT Robert Schörgenhofer |

| 6 de dezembro de 2012 | Fenerbahçe | 0 – 3     | Borussia Mönchengladbach                        | Estádio Şükrü Saraçoğlu, Istanbul            |
| 19:00                 |            | Relatório | Cigerci 23' · Hanke 28' (pen.) · L. de Jong 79' | Público: 39 000 Árbitro: POR Manuel De Sousa |

Notas
- Nota 2: AEL Limassol irá disputar sua partida em casa no Estádio GSP, Nicósia ao invés de seu estádio regular, o Estádio Tsirion, Limassol.

## Grupo D
| Equipe           | Pts | J | V | E | D | GP | GC | SG |
| ---------------- | --- | - | - | - | - | -- | -- | -- |
| Bordeaux         | 13  | 6 | 4 | 1 | 1 | 10 | 5  | +5 |
| Newcastle United | 9   | 6 | 2 | 3 | 1 | 7  | 5  | +2 |
| Marítimo         | 6   | 6 | 2 | 2 | 2 | 4  | 6  | –2 |
| Brugge           | 4   | 6 | 1 | 1 | 4 | 6  | 11 | –5 |

|                  | BOR | BRU | NEW | MAR |
| ---------------- | --- | --- | --- | --- |
| Bordeaux         | –   | 4–0 | 2–0 | 1–0 |
| Brugge           | 1–2 | –   | 2–2 | 2–0 |
| Newcastle United | 3–0 | 1–0 | –   | 1–1 |
| Marítimo         | 1–1 | 2–1 | 0–0 | –   |

| 20 de setembro de 2012 | Marítimo | 0 – 0     | Newcastle United | Estádio dos Barreiros, Funchal                   |
| 19:00                  |          | Relatório |                  | Público: 4 000 Árbitro: AUT Robert Schörgenhofer |

| 20 de setembro de 2012 | Bordeaux                                               | 4 – 0     | Brugge | Stade Chaban-Delmas, Bordeaux                     |
| 19:00                  | Sané 13' · Gouffran 27' · Engels 47' (gc) · Jussiê 66' | Relatório |        | Público: 13 609 Árbitro: RUS Vladislav Bezbodorov |

| 4 de outubro de 2012 | Brugge                    | 2 – 0     | Marítimo | Estádio Jan Breydel, Bruges                   |
| 21:05                | Bacca 57' · Vleminckx 71' | Relatório |          | Público: 13 393 Árbitro: CYP Leontios Trattou |

| 4 de outubro de 2012 | Newcastle United                               | 3 – 0     | Bordeaux | St James' Park, Newcastle upon Tyne              |
| 21:05                | Sh. Ameobi 16' · Henrique 40' (gc) · Cissé 49' | Relatório |          | Público: 30 987 Árbitro: ESP Antonio Mateu Lahoz |

| 25 de outubro de 2012 | Newcastle United | 1 – 0     | Brugge | St James' Park, Newcastle upon Tyne         |
| 21:05                 | Obertan 48'      | Relatório |        | Público: 33 124 Árbitro: SWE Martin Hansson |

| 25 de outubro de 2012 | Marítimo    | 1 – 1     | Bordeaux     | Estádio dos Barreiros, Funchal                |
| 21:05                 | Roberge 36' | Relatório | Gouffran 30' | Público: 3 000 Árbitro: GRE Anastassios Kakos |

| 8 de novembro de 2012 | Brugge                         | 2 – 2     | Newcastle United           | Estádio Jan Breydel, Bruges             |
| 19:00                 | Tričkovski 14' · Jørgensen 19' | Relatório | Anita 41' · Sh. Ameobi 43' | Público: 18 000 Árbitro: ITA Luca Banti |

| 8 de novembro de 2012 | Bordeaux    | 1 – 0     | Marítimo | Stade Chaban-Delmas, Bordeaux                  |
| 19:00                 | Bellion 16' | Relatório |          | Público: 13 392 Árbitro: LTU Gediminas Mažeika |

| 22 de novembro de 2012 | Newcastle United | 1 – 1     | Marítimo    | St James' Park, Newcastle upon Tyne         |
| 21:05                  | Marveaux 23'     | Relatório | Fidélis 79' | Público: 21 632 Árbitro: NED Danny Makkelie |

| 22 de novembro de 2012 | Brugge        | 1 – 2     | Bordeaux       | Estádio Jan Breydel, Bruges                |
| 21:05                  | Lestienne 86' | Relatório | Jussiê 3', 40' | Público: 16 500 Árbitro: GER Florian Meyer |

| 6 de dezembro de 2012 | Marítimo                       | 2 – 1     | Brugge              | Estádio dos Barreiros, Funchal         |
| 19:00                 | Gonçalo Abreu 18' · Héldon 87' | Relatório | Refaelov 85' (pen.) | Público: 600 Árbitro: UKR Serhiy Boiko |

| 6 de dezembro de 2012 | Bordeaux         | 2 – 0     | Newcastle United | Stade Chaban-Delmas, Bordeaux               |
| 19:00                 | Diabaté 29', 73' | Relatório |                  | Público: 20 000 Árbitro: ISR Menashe Masiah |

## Grupo E
| Equipe           | Pts | J | V | E | D | GP | GC | SG |
| ---------------- | --- | - | - | - | - | -- | -- | -- |
| Steaua Bucureşti | 11  | 6 | 3 | 2 | 1 | 9  | 9  | 0  |
| Stuttgart        | 8   | 6 | 2 | 2 | 2 | 9  | 6  | +3 |
| Copenhagen       | 8   | 6 | 2 | 2 | 2 | 5  | 6  | –1 |
| Molde            | 6   | 6 | 2 | 0 | 4 | 6  | 8  | –2 |

|                  | STU | KOB | STE | MOL |
| ---------------- | --- | --- | --- | --- |
| Stuttgart        | –   | 0–0 | 2–2 | 0–1 |
| Copenhagen       | 0–2 | –   | 1–1 | 2–1 |
| Steaua Bucureşti | 1–5 | 1–0 | –   | 2–0 |
| Molde            | 2–0 | 1–2 | 1–2 | –   |

| 20 de setembro de 2012 | Stuttgart                     | 2 – 2     | Steaua Bucureşti         | Mercedes-Benz Arena, Stuttgart              |
| 19:00                  | Ibišević 5' · Niedermeier 85' | Relatório | Chipciu 6' · Rusescu 80' | Público: 17 000 Árbitro: BEL Serge Gumienny |

| 20 de setembro de 2012 | Copenhagen                    | 2 – 1     | Molde       | Estádio Parken, Copenhage                  |
| 19:00                  | Claudemir 20' · Cornelius 74' | Relatório | Diouf 45+1' | Público: 11 633 Árbitro: FIN Antti Munukka |

| 4 de outubro de 2012 | Molde                   | 2 – 0     | Stuttgart | Aker Stadion, Molde                       |
| 21:05                | Berget 58' · Chukwu 88' | Relatório |           | Público: 5 944 Árbitro: EST Kristo Tohver |

| 4 de outubro de 2012 | Steaua Bucureşti    | 1 – 0     | Copenhagen | Arena Națională, Bucareste3                 |
| 21:05                | Sigurdsson 83' (gc) | Relatório |            | Público: 46 892 Árbitro: ITA Antonio Damato |

| 25 de outubro de 2012 | Steaua Bucureşti            | 2 – 0     | Molde | Arena Națională, Bucareste                   |
| 21:05                 | Chiricheş 30' · Rusescu 32' | Relatório |       | Público: 45 000 Árbitro: FRA Laurent Duhamel |

| 25 de outubro de 2012 | Stuttgart | 0 – 0     | Copenhagen | Mercedes-Benz Arena, Stuttgart            |
| 21:05                 |           | Relatório |            | Público: 18 000 Árbitro: POR Artur Soares |

| 8 de novembro de 2012 | Molde     | 1 – 2     | Steaua Bucureşti              | Aker Stadion, Molde                    |
| 19:00                 | Chima 56' | Relatório | Chipciu 21' · Latovlevici 37' | Público: 5 239 Árbitro: HUN István Vad |

| 8 de novembro de 2012 | Copenhagen | 0 – 2     | Stuttgart                   | Estádio Parken, Copenhage                |
| 19:00                 |            | Relatório | Ibišević 76' · Harnik 90+2' | Público: 24 681 Árbitro: SCO Euan Norris |

| 22 de novembro de 2012 | Steaua Bucureşti | 1 – 5     | Stuttgart                                            | Arena Națională, Bucareste                       |
| 21:05                  | M. Costea 83'    | Relatório | Tasci 5' · Harnik 18' · Sakai 23' · Okazaki 31', 55' | Público: 50 000 Árbitro: GRE Michael Koukoulakis |

| 22 de novembro de 2012 | Molde     | 1 – 2     | Copenhagen                       | Aker Stadion, Molde                        |
| 21:05                  | Chima 62' | Relatório | Santin 21' (pen.) · Gíslason 76' | Público: 5 740 Árbitro: ENG Michael Oliver |

| 6 de dezembro de 2012 | Stuttgart | 0 – 1     | Molde       | Mercedes-Benz Arena, Stuttgart          |
| 19:00                 |           | Relatório | Angan 45+1' | Público: 17 000 Árbitro: NED Kevin Blom |

| 6 de dezembro de 2012 | Copenhagen   | 1 – 1     | Steaua Bucureşti | Estádio Parken, Copenhage                  |
| 19:00                 | Vetokele 87' | Relatório | Rusescu 73'      | Público: 15 000 Árbitro: TUR Hüseyin Göçek |

Notas
- Nota 3: Steaua București irá disputar suas partida em casa no Arena Națională, Bucareste ao invés de seu estádio regular, o Estádio Ghencea, Bucareste.

## Grupo F
| Equipe        | Pts | J | V | E | D | GP | GC | SG |
| ------------- | --- | - | - | - | - | -- | -- | -- |
| Dnipro        | 15  | 6 | 5 | 0 | 1 | 16 | 8  | +8 |
| Napoli        | 9   | 6 | 3 | 0 | 3 | 12 | 12 | 0  |
| PSV Eindhoven | 7   | 6 | 2 | 1 | 3 | 8  | 7  | +1 |
| AIK           | 4   | 6 | 1 | 1 | 4 | 5  | 14 | –9 |

|               | PSV | NAP | DNY | AIK |
| ------------- | --- | --- | --- | --- |
| PSV Eindhoven | –   | 3–0 | 1–2 | 1–1 |
| Napoli        | 1–3 | –   | 4–2 | 4–0 |
| Dnipro        | 2–0 | 3–1 | –   | 4–0 |
| AIK           | 1–0 | 1–2 | 2–3 | –   |

| 20 de setembro de 2012 | Dnipro                            | 2 – 0     | PSV Eindhoven | Dnipro Arena, Dnipropetrovsk                  |
| 19:00                  | Matheus 50' · Hutchinson 58' (gc) | Relatório |               | Público: 31 003 Árbitro: CZE Miroslav Zelinka |

| 20 de setembro de 2012 | Napoli                               | 4 – 0     | AIK | Estádio San Paolo, Nápoles                  |
| 19:00                  | Vargas 6', 46', 69' · Dzemaili 90+1' | Relatório |     | Público: 35 000 Árbitro: FRA Clément Turpin |

| 4 de outubro de 2012 | AIK                          | 2 – 3     | Dnipro                                     | Estádio Råsunda, Solna                     |
| 21:05                | Daníelsson 5' · Goitom 45+1' | Relatório | Kalinić 41' · Mandzyuk 74' · Seleznyov 83' | Público: 10 091 Árbitro: SVK Ivan Kružliak |

| 4 de outubro de 2012 | PSV Eindhoven                        | 3 – 0     | Napoli | Philips Stadion, Eindhoven                       |
| 21:05                | Lens 19' · Mertens 41' · Marcelo 52' | Relatório |        | Público: 18 200 Árbitro: ROU Alexandru Dan Tudor |

| 25 de outubro de 2012 | PSV Eindhoven | 1 – 1     | AIK          | Philips Stadion, Eindhoven                  |
| 21:05                 | Lens 80'      | Relatório | Karikari 61' | Público: 14 400 Árbitro: BIH Emir Alecković |

| 25 de outubro de 2012 | Dnipro                                    | 3 – 1     | Napoli            | Dnipro Arena, Dnipropetrovsk              |
| 21:05                 | Fedetskiy 2' · Matheus 42' · Giuliano 64' | Relatório | Cavani 75' (pen.) | Público: 3 000 Árbitro: TUR Hüseyin Göçek |

| 8 de novembro de 2012 | AIK         | 1 – 0     | PSV Eindhoven | Estádio Råsunda, Solna                        |
| 19:00                 | Bangura 12' | Relatório |               | Público: 12 360 Árbitro: RUS Maksim Layushkin |

| 8 de novembro de 2012 | Napoli                     | 4 – 2     | Dnipro                      | Estádio San Paolo, Nápoles              |
| 19:00                 | Cavani 7', 77', 88', 90+3' | Relatório | Fedetskiy 34' · Zozulya 52' | Público: 25 000 Árbitro: ISR Alon Yefet |

| 22 de novembro de 2012 | PSV Eindhoven | 1 – 2     | Dnipro                          | Philips Stadion, Eindhoven                |
| 21:05                  | Wijnaldum 18' | Relatório | Seleznyov 24' · Konoplyanka 74' | Público: 25 000 Árbitro: ESP Carlos Gómez |

| 22 de novembro de 2012 | AIK            | 1 – 2     | Napoli                             | Estádio Råsunda, Solna                           |
| 21:05                  | Daníelsson 35' | Relatório | Dzemaili 20' · Cavani 90+4' (pen.) | Público: 28 556 Árbitro: ROU Ovidiu Alin Hategan |

| 6 de dezembro de 2012 | Dnipro                                                 | 4 – 0     | AIK | Dnipro Arena, Dnipropetrovsk                |
| 19:00                 | Kalinić 20' (pen.) · Zozulya 39', 52' · Kravchenko 86' | Relatório |     | Público: 25 000 Árbitro: SUI Stephan Studer |

| 6 de dezembro de 2012 | Napoli     | 1 – 3     | PSV Eindhoven        | Estádio San Paolo, Nápoles            |
| 19:00                 | Cavani 18' | Relatório | Matavž 20', 31', 60' | Público: 7 000 Árbitro: ENG Mike Dean |

## Grupo G
| Equipe      | Pts | J | V | E | D | GP | GC | SG |
| ----------- | --- | - | - | - | - | -- | -- | -- |
| Genk        | 12  | 6 | 3 | 3 | 0 | 9  | 4  | +5 |
| Basel       | 9   | 6 | 2 | 3 | 1 | 7  | 4  | +3 |
| Videoton    | 6   | 6 | 2 | 0 | 4 | 6  | 8  | –2 |
| Sporting CP | 5   | 6 | 1 | 2 | 3 | 4  | 10 | –6 |

|             | SPO | BAS | GEN | VID |
| ----------- | --- | --- | --- | --- |
| Sporting CP | –   | 0–0 | 1–1 | 2–1 |
| Basel       | 3–0 | –   | 2–2 | 1–0 |
| Genk        | 2–1 | 0–0 | –   | 3–0 |
| Videoton    | 3–0 | 2–1 | 0–1 | –   |

| 20 de setembro de 2012 | Genk                                       | 3 – 0     | Videoton | Cristal Arena, Genk                          |
| 21:05                  | Vossen 22' · Buffel 78' · De Ceulaer 90+2' | Relatório |          | Público: 10 000 Árbitro: FRA Laurent Duhamel |

| 20 de setembro de 2012 | Sporting CP | 0 – 0     | Basel | Estádio José Alvalade, Lisboa           |
| 21:05                  |             | Relatório |       | Público: 22 325 Árbitro: ISR Alon Yefet |

| 4 de outubro de 2012 | Basel                   | 2 – 2     | Genk                        | St. Jakob-Park, Basel                        |
| 19:00                | Streller 71' (pen), 85' | Relatório | De Ceulaer 10' · Vossen 38' | Público: 14 023 Árbitro: TUR Bülent Yıldırım |

| 4 de outubro de 2012 | Videoton                                               | 3 – 0     | Sporting CP | Sóstói Stadion, Székesfehérvár                  |
| 19:00                | Paulo Vinícius 15' · Filipe Oliveira 21' · Nikolić 35' | Relatório |             | Público: 10 160 Árbitro: ISL Kristinn Jakobsson |

| 25 de outubro de 2012 | Videoton                            | 2 – 1     | Basel       | Sóstói Stadion, Székesfehérvár                |
| 19:00                 | Schär 2' (g.c.) · Marco Caneira 32' | Relatório | Schär 90+1' | Público: 11 000 Árbitro: CZE Miroslav Zelinka |

| 25 de outubro de 2012 | Genk                       | 2 – 1     | Sporting CP | Cristal Arena, Genk                           |
| 19:00                 | De Ceulaer 25' · Barda 88' | Relatório | Schaars 7'  | Público: 14 000 Árbitro: POL Szymon Marciniak |

| 8 de novembro de 2012 | Basel        | 1 – 0     | Videoton | St. Jakob-Park, Basel                          |
| 21:05                 | Streller 80' | Relatório |          | Público: 12 000 Árbitro: UKR Yevhen Aranovskiy |

| 8 de novembro de 2012 | Sporting CP         | 1 – 1     | Genk       | Estádio José Alvalade, Lisboa                   |
| 21:05                 | van Wolfswinkel 64' | Relatório | Plet 90+1' | Público: 25 000 Árbitro: SWE Stefan Johannesson |

| 22 de novembro de 2012 | Videoton | 0 – 1     | Genk      | Sóstói Stadion, Székesfehérvár           |
| 19:00                  |          | Relatório | Barda 19' | Público: 11 000 Árbitro: ISR Liran Liany |

| 22 de novembro de 2012 | Basel                                  | 3 – 0     | Sporting CP | St. Jakob-Park, Basel                     |
| 19:00                  | Schär 23' · Stocker 66' · D. Degen 71' | Relatório |             | Público: 15 566 Árbitro: ITA Paolo Valeri |

| 6 de dezembro de 2012 | Genk | 0 – 0     | Basel | Cristal Arena, Genk                           |
| 21:05                 |      | Relatório |       | Público: 12 500 Árbitro: ENG Mark Clattenburg |

| 7 de dezembro de 20124 | Sporting CP            | 2 – 1     | Videoton         | Estádio José Alvalade, Lisboa                   |
| 21:05                  | Labyad 65' · Viola 82' | Relatório | Sándor 80' (pen) | Público: 8 080 Árbitro: GRE Michael Koukoulakis |

Notas
- Nota 4: Jogo adiado para o dia seguinte devido as fortes chuvas em Lisboa.

## Grupo H
| Equipe         | Pts | J | V | E | D | GP | GC | SG |
| -------------- | --- | - | - | - | - | -- | -- | -- |
| Rubin Kazan    | 14  | 6 | 4 | 2 | 0 | 10 | 3  | +7 |
| Internazionale | 11  | 6 | 3 | 2 | 1 | 11 | 9  | +2 |
| Neftçi Baku    | 3   | 6 | 0 | 3 | 3 | 4  | 8  | –4 |
| Partizan       | 3   | 6 | 0 | 3 | 3 | 3  | 8  | –5 |

|                | INT | RUB | PAR | NEF |
| -------------- | --- | --- | --- | --- |
| Internazionale | –   | 2–2 | 1–0 | 2–2 |
| Rubin Kazan    | 3–0 | –   | 2–0 | 1–0 |
| Partizan       | 1–3 | 1–1 | –   | 0–0 |
| Neftçi Baku    | 1–3 | 0–1 | 1–1 | –   |

| 20 de setembro de 2012 | Internazionale              | 2 – 2     | Rubin Kazan                 | Estádio Giuseppe Meazza, Milão             |
| 21:05                  | Livaja 39' · Nagatomo 90+2' | Relatório | Ryazantsev 17' · Rondón 84' | Público: 28 472 Árbitro: GER Deniz Aytekin |

| 20 de setembro de 2012 | Partizan | 0 – 0     | Neftçi Baku | Estádio Partizan, Belgrado                 |
| 21:05                  |          | Relatório |             | Público: 18 000 Árbitro: CZE Libor Kovařik |

| 4 de outubro de 2012 | Neftçi Baku | 1 – 3     | Internazionale                       | Estádio Tofiq Bahramov, Baku4           |
| 18:00                | Canales 53' | Relatório | Coutinnho 10' · Obi 30' · Livaja 42' | Público: 31 400 Árbitro: NED Kevin Blom |

| 4 de outubro de 2012 | Rubin Kazan                    | 2 – 0     | Partizan | Estádio Central de Kazan, Kazan                |
| 18:00                | Karadeniz 45' · Ryazantsev 48' | Relatório |          | Público: 10 443 Árbitro: GRE Anastassios Kakos |

| 25 de outubro de 2012 | Rubin Kazan | 1 – 0     | Neftçi Baku | Estádio Central de Kazan, Kazan          |
| 18:00                 | Kasaev 16'  | Relatório |             | Público: 15 000 Árbitro: DEN Kenn Hansen |

| 25 de outubro de 2012 | Internazionale | 1 – 0     | Partizan | Estádio Giuseppe Meazza, Milão           |
| 19:00                 | Palacio 88'    | Relatório |          | Público: 18 626 Árbitro: ISR Liran Liany |

| 8 de novembro de 2012 | Neftçi Baku | 0 – 1     | Rubin Kazan | Estádio Tofiq Bahramov, Baku                 |
| 18:00                 |             | Relatório | Dyadyun 16' | Público: 17 000 Árbitro: POR Manuel De Sousa |

| 8 de novembro de 2012 | Partizan    | 1 – 3     | Internazionale                | Estádio Partizan, Belgrado                |
| 21:05                 | Tomić 90+1' | Relatório | Palacio 51', 75' · Guarín 87' | Público: 21 000 Árbitro: POR Duarte Gomes |

| 22 de novembro de 2012 | Rubin Kazan                      | 3 – 0     | Internazionale | Estádio Central de Kazan, Kazan             |
| 18:00                  | Karadeniz 2' · Rondón 86', 90+2' | Relatório |                | Público: 18 000 Árbitro: NOR Tommy Skjerven |

| 22 de novembro de 2012 | Neftçi Baku  | 1 – 1     | Partizan     | Estádio Tofiq Bahramov, Baku                 |
| 18:00                  | Flavinho 10' | Relatório | Mitrović 67' | Público: 10 000 Árbitro: WAL Simon Lee Evans |

| 6 de dezembro de 2012 | Internazionale | 2 – 2     | Neftçi Baku               | Estádio Giuseppe Meazza, Milão             |
| 21:05                 | Livaja 9', 54' | Relatório | Sadygov 52' · Canales 89' | Público: 9 000 Árbitro: BIH Emir Alecković |

| 6 de dezembro de 2012 | Partizan        | 1 – 1     | Rubin Kazan | Estádio Partizan, Belgrado                        |
| 21:05                 | S. Marković 53' | Relatório | Rondón 59'  | Público: 29 087 Árbitro: SWE Martin Strömbergsson |

Notas
- Nota 4: Neftçi Baku irá disputar sua partida em casa no Estádio Tofiq Bahramov, Baku ao invés de seu estádio regular, Estádio Ismat Gayibov, Baku.

## Grupo I
| Equipe               | Pts | J | V | E | D | GP | GC | SG |
| -------------------- | --- | - | - | - | - | -- | -- | -- |
| Lyon                 | 16  | 6 | 5 | 1 | 0 | 14 | 8  | +6 |
| Sparta Praha         | 9   | 6 | 2 | 3 | 1 | 9  | 6  | +3 |
| Athletic Bilbao      | 5   | 6 | 1 | 2 | 3 | 7  | 9  | –2 |
| Hapoel Kiryat Shmona | 2   | 6 | 0 | 2 | 4 | 6  | 13 | –7 |

|                      | LYO | BIL | PRA | KIR |
| -------------------- | --- | --- | --- | --- |
| Lyon                 | –   | 2–1 | 2–1 | 2–0 |
| Atlético de Bilbao   | 2–3 | –   | 0–0 | 1–1 |
| Sparta Praha         | 1–1 | 3–1 | –   | 3–1 |
| Hapoel Kiryat Shmona | 3–4 | 0–2 | 1–1 | –   |

| 20 de setembro de 2012 | Lyon                     | 2 – 1     | Sparta Praha | Stade de Gerland, Lyon                    |
| 21:05                  | Gomis 59' · Lisandro 62' | Relatório | Krejčí 77'   | Público: 41 842 Árbitro: UKR Serhiy Boiko |

| 20 de setembro de 2012 | Athletic Bilbao | 1 – 1     | Hapoel Kiryat Shmona | Estádio de San Mamés, Bilbau                 |
| 21:05                  | Susaeta 40'     | Relatório | Rochet 14'           | Público: 30 000 Árbitro: WAL Simon Lee Evans |

| 4 de outubro de 2012 | Hapoel Kiryat Shmona               | 3 – 4     | Lyon                                            | Estádio Kiryat Eliezer, Haifa5           |
| 19:00                | Abuhazira 7', 66' (pen) · Levi 51' | Relatório | Fofana 17', 90+2' · Monzón 22' · Réveillère 31' | Público: 2 500 Árbitro: POR Artur Soares |

| 4 de outubro de 2012 | Sparta Praha                                   | 3 – 1     | Athletic Bilbao | Generali Arena, Praga                        |
| 19:00                | Zápotočný 26' · Balaj 41' · Hušbauer 56' (pen) | Relatório | de Marcos 73'   | Público: 13 752 Árbitro: POR Manuel De Sousa |

| 25 de outubro de 2012 | Sparta Praha                         | 3 – 1     | Hapoel Kiryat Shmona | Generali Arena, Praga                       |
| 19:00                 | Krejčí 7' · Kladec 10' · Švejdík 44' | Relatório | Abuhatzira 76'       | Público: 10 324 Árbitro: NED Danny Makkelie |

| 25 de outubro de 2012 | Lyon                   | 2 – 1     | Athletic Bilbao | Stade de Gerland, Lyon                      |
| 19:00                 | López 54' · Briand 86' | Relatório | Ibai 79'        | Público: 30 587 Árbitro: ENG Andre Marriner |

| 8 de novembro de 2012 | Hapoel Kiryat Shmona | 1 – 1     | Sparta Praha | Estádio Kiryat Eliezer, Haifa              |
| 21:05                 | Tasevski 3'          | Relatório | Kweuke 24'   | Público: 800 Árbitro: BLR Aleksei Kulbakov |

| 8 de novembro de 2012 | Athletic Bilbao                 | 2 – 3     | Lyon                                       | Estádio de San Mamés, Bilbau                |
| 21:05                 | Herrera 48' · Aduriz 55' (pen.) | Relatório | Gomis 22' · Gourcuff 45+1' · Lacazette 63' | Público: 35 000 Árbitro: NED Pol van Boekel |

| 22 de novembro de 2012 | Sparta Praha | 1 – 1     | Lyon       | Generali Arena, Praga                          |
| 19:00                  | Hušbauer 53' | Relatório | Benzia 46' | Público: 17 121 Árbitro: GRE Anastassios Kakos |

| 28 de novembro de 20126 | Hapoel Kiryat Shmona | 0 – 2     | Athletic Bilbao            | Estádio Kiryat Eliezer, Haifa         |
| 19:00                   |                      | Relatório | Llorente 34' · Toquero 76' | Público: 150 Árbitro: AUT Rene Eisner |

| 6 de dezembro de 2012 | Lyon                  | 2 – 0     | Hapoel Kiryat Shmona | Stade de Gerland, Lyon                    |
| 21:05                 | Sarr 15' · Benzia 58' | Relatório |                      | Público: 8 000 Árbitro: TUR Halis Özkahya |

| 6 de dezembro de 2012 | Athletic Bilbao | 0 – 0     | Sparta Praha | Estádio de San Mamés, Bilbau                      |
| 21:05                 |                 | Relatório |              | Público: 29 087 Árbitro: BEL Sébastien Delferiere |

Notas
- Nota 5: Hapoel Kiryat Shmona irá disputar sua partida em casa no Estádio Kiryat Eliezer, Haifa ao invés de seu estádio regular, Estádio Municipal, Kiryat Shmona.

- Nota 6: Partida suspensa devido a série de atentados em Tel Aviv.[3][4]

## Grupo J
| Equipe        | Pts | J | V | E | D | GP | GC | SG |
| ------------- | --- | - | - | - | - | -- | -- | -- |
| Lazio         | 12  | 6 | 3 | 3 | 0 | 9  | 2  | +7 |
| Tottenham     | 10  | 6 | 2 | 4 | 0 | 8  | 4  | +6 |
| Panathinaikos | 5   | 6 | 1 | 2 | 3 | 4  | 11 | –7 |
| Maribor       | 4   | 6 | 1 | 1 | 4 | 6  | 10 | –4 |

|               | TOT | PAN | LAZ | MAR |
| ------------- | --- | --- | --- | --- |
| Tottenham     | –   | 3–1 | 0–0 | 3–1 |
| Panathinaikos | 1–1 | –   | 1–1 | 1–0 |
| Lazio         | 0–0 | 3–0 | –   | 1–0 |
| Maribor       | 1–1 | 3–0 | 1–4 | –   |

| 20 de Setembro de 2012 | NK Maribor                                  | 3 – 0     | Panathinaikos | Stadion Ljudski vrt, Maribor            |
| 21:05                  | Berić 25' · Ibraimi 62' · Tavares 88' (pen) | Relatório |               | Público: 11 000 Árbitro: IRL Alan Kelly |

| 20 de Setembro de 2012 | Tottenham | 0 – 0     | Lazio | White Hart Lane, Londres                         |
| 21:05                  |           | Relatório |       | Público: 25 030 Árbitro: ROU Ovidiu Alin Hategan |

| 4 de Outubro de 2012 | Lazio       | 1 – 0     | NK Maribor | Stadio Olimpico, Roma                        |
| 19:00                | Ederson 62' | Relatório |            | Público: 9 994 Árbitro: POL Szymon Marciniak |

| 4 de Outubro de 2012 | Panathinaikos | 1 – 1     | Tottenham  | OAKA Spiros Louis, Atenas                  |
| 19:00                | Toché 77'     | Relatório | Dawson 35' | Público: 17 361 Árbitro: GER Florian Meyer |

| 25 de Outubro de 2012 | Panathinaikos | 1 – 1     | Lazio                 | OAKA Spiros Louis, Atenas                 |
| 19:00                 | Toché 90'     | Relatório | Seitaridis 25' (g.c.) | Público: 17 000 Árbitro: ESP Carlos Gómez |

| 25 de Outubro de 2012 | NK Maribor | 1 – 1     | Tottenham         | Stadion Ljudski vrt, Maribor                |
| 19:00                 | Berić 42'  | Relatório | G. Sigurðsson 58' | Público: 13 000 Árbitro: RUS Sergei Karasev |

| 8 de Novembro de 2012 | Lazio                         | 3 – 0     | Panathinaikos | Stadio Olimpico, Roma                            |
| 21:05                 | Kozák 23', 40' · Floccari 59' | Relatório |               | Público: 8 500 Árbitro: AUT Robert Schörgenhofer |

| 8 de Novembro de 2012 | Tottenham           | 3 – 1     | NK Maribor | White Hart Lane, Londres                   |
| 21:05                 | Defoe 22', 49', 77' | Relatório | Berić 40'  | Público: 27 089 Árbitro: FIN Antti Munukka |

| 22 de Novembro de 2012 | Panathinaikos     | 1 – 0     | NK Maribor | OAKA Spiros Louis, Atenas                    |
| 19:00                  | Vitolo 67' (pen.) | Relatório |            | Público: 12 000 Árbitro: FRA Laurent Duhamel |

| 22 de Novembro de 2012 | Lazio | 0 – 0     | Tottenham | Stadio Olimpico, Roma                          |
| 19:00                  |       | Relatório |           | Público: 20 000 Árbitro: ESP Fernando Teixeira |

| 6 de Dezembro de 2012 | NK Maribor  | 1 – 4     | Lazio                                    | Stadion Ljudski vrt, Maribor            |
| 21:05                 | Tavares 84' | Relatório | Kozák 16' · Radu 32' · Floccari 38', 51' | Público: 12 000 Árbitro: HUN István Vad |

| 6 de Dezembro de 2012 | Tottenham                                      | 3 – 1     | Panathinaikos | White Hart Lane, Londres               |
| 21:05                 | Adebayor 28' · Karnezis 76' (g.c.) · Defoe 82' | Relatório | Zeca 54'      | Público: 26 000 Árbitro: POL Pawel Gil |

## Grupo K
| Equipe           | Pts | J | V | E | D | GP | GC | SG  |
| ---------------- | --- | - | - | - | - | -- | -- | --- |
| Metalist Kharkiv | 13  | 6 | 4 | 1 | 1 | 8  | 3  | +5  |
| Bayer Leverkusen | 13  | 6 | 4 | 1 | 1 | 9  | 2  | +7  |
| Rosenborg        | 6   | 6 | 2 | 0 | 4 | 7  | 9  | –2  |
| Rapid Wien       | 3   | 6 | 1 | 0 | 5 | 4  | 14 | –10 |

|                  | LEV | MET | ROS | RAP |
| ---------------- | --- | --- | --- | --- |
| Bayer Leverkusen | –   | 0–0 | 1–0 | 3–0 |
| Metalist Kharkiv | 2–0 | –   | 2–1 | 2–0 |
| Rosenborg        | 0–1 | 1–2 | –   | 3–2 |
| Rapid Wien       | 0–4 | 1–0 | 1–2 | –   |

| 20 de Setembro de 2012 | Rapid Wien | 1 – 2     | Rosenborg                    | Ernst-Happel-Stadion, Viena7               |
| 21:05                  | Katzer 66' | Relatório | Elyounoussi 19' · Dorsin 60' | Público: 80 Árbitro: BUL Stanislav Todorov |

| 20 de Setembro de 2012 | Bayer Leverkusen | 0 – 0     | Metalist Kharkiv | BayArena, Leverkusen                        |
| 21:05                  |                  | Relatório |                  | Público: 15 322 Árbitro: SWE Martin Hansson |

| 4 de Outubro de 2012 | Metalist Kharkiv               | 2 – 0     | Rapid Wien | Estádio Metalist, Kharkiv                   |
| 19:00                | Edmar 66' · Cleiton Xavier 80' | Relatório |            | Público: 40 003 Árbitro: ISR Menashe Masiah |

| 4 de Outubro de 2012 | Rosenborg | 0 – 1     | Bayer Leverkusen | Lerkendal Stadion, Trondheim                |
| 19:00                |           | Relatório | Kiessling 76'    | Público: 12 587 Árbitro: ENG Michael Oliver |

| 25 de Outubro de 2012 | Rosenborg       | 1 – 2     | Metalist Kharkiv                | Lerkendal Stadion, Trondheim                      |
| 19:00                 | Elyounoussi 46' | Relatório | Marlos 81' · Cleiton Xavier 89' | Público: 10 935 Árbitro: POR Olegário Benquerença |

| 25 de Outubro de 2012 | Rapid Wien | 0 – 4     | Bayer Leverkusen                                   | Ernst-Happel-Stadion, Viena                    |
| 19:00                 |            | Relatório | Wollscheid 37' · Castro 56', 90+2' · Bellarabi 59' | Público: 43 000 Árbitro: ESP Fernando Teixeira |

| 8 de Novembro de 2012 | Metalist Kharkiv               | 2 – 1     | Rosenborg  | Estádio Metalist, Kharkiv              |
| 21:05                 | Taison 4' · Cleiton Xavier 70' | Relatório | Dočkal 42' | Público: 34 235 Árbitro: SVN Matej Jug |

| 8 de Novembro de 2012 | Bayer Leverkusen                          | 3 – 0     | Rapid Wien | BayArena, Leverkusen                       |
| 21:05                 | Hegeler 4' · Schürrle 53' · Friedrich 66' | Relatório |            | Público: 19 000 Árbitro: CZE Libor Kovařik |

| 22 de Novembro de 2012 | Rosenborg                                  | 3 – 2     | Rapid Wien               | Lerkendal Stadion, Trondheim                  |
| 19:00                  | Chibuike 28' · Elyounoussi 76' · Prica 79' | Relatório | Schrammel 53' · Boyd 66' | Público: 8 320 Árbitro: LTU Gediminas Mažeika |

| 22 de Novembro de 2012 | Metalist Kharkiv                   | 2 – 0     | Bayer Leverkusen | Estádio Metalist, Kharkiv                   |
| 19:00                  | Cristaldo 46' · Cleiton Xavier 85' | Relatório |                  | Público: 31 218 Árbitro: ROU Cristian Balaj |

| 6 de Dezembro de 2012 | Rapid Wien | 1 – 0     | Metalist Kharkiv | Ernst-Happel-Stadion, Viena                |
| 21:05                 | Alar 13'   | Relatório |                  | Público: 29 400 Árbitro: EST Hannes Kaasik |

| 6 de Dezembro de 2012 | Bayer Leverkusen | 1 – 0     | Rosenborg | BayArena, Leverkusen                          |
| 21:05                 | Riedel 65'       | Relatório |           | Público: 17 000 Árbitro: CYP Leontios Trattou |

Notas
- Nota 7: Rapid Wien irá disputar suas partida em casa no Ernst-Happel-Stadion, Viena ao invés de seu estádio regular, o Gerhard-Hanappi-Stadion, Viena.

## Grupo L
| Equipe       | Pts | J | V | E | D | GP | GC | SG |
| ------------ | --- | - | - | - | - | -- | -- | -- |
| Hannover     | 12  | 6 | 3 | 3 | 0 | 11 | 8  | +3 |
| Levante      | 11  | 6 | 3 | 2 | 1 | 10 | 5  | +5 |
| Helsingborgs | 4   | 6 | 1 | 1 | 4 | 9  | 12 | –3 |
| Twente       | 4   | 6 | 0 | 4 | 2 | 5  | 10 | –5 |

|              | TWE | HAN | LEV | HEL |
| ------------ | --- | --- | --- | --- |
| Twente       | –   | 2–2 | 0–0 | 1–3 |
| Hannover     | 0–0 | –   | 2–1 | 3–2 |
| Levante      | 3–0 | 2–2 | –   | 1–0 |
| Helsingborgs | 2–2 | 1–2 | 1–3 | –   |

| 20 de setembro de 2012 | Levante    | 1 – 0     | Helsingborgs IF | Estadi Ciutat de València, Valência           |
| 21:05                  | García 40' | Relatório |                 | Público: 14 000 Árbitro: BLR Aleksei Kulbakov |

| 20 de setembro de 2012 | Twente                  | 2 – 2     | Hannover 96                      | De Grolsch Veste, Enschede             |
| 21:05                  | Janssen 7' · Chadli 54' | Relatório | Sobiech 67' · Wisgerhof 73' (gc) | Público: 22 500 Árbitro: ENG Mike Dean |

| 4 de outubro de 2012 | Hannover 96                     | 2 – 1     | Levante          | AWD-Arena, Hanôver                       |
| 19:00                | Huszti 21' (pen) · Ya Konan 49' | Relatório | Míchel 10' (pen) | Público: 34 600 Árbitro: ISR Liran Liany |

| 4 de outubro de 2012 | Helsingborgs IF | 2 – 2     | Twente                      | Olympia, Helsingborg                     |
| 19:00                | Djurdić 7', 43' | Relatório | Bengtsson 74' · Douglas 88' | Público: 5 578 Árbitro: SCO Bobby Madden |

| 25 de outubro de 2012 | Helsingborgs IF | 1 – 2     | Hannover 96                | Olympia, Helsingborg                       |
| 19:00                 | Álvaro 90+1'    | Relatório | Diouf 12' · Ya Konan 90+3' | Público: 5 500 Árbitro: SUI Stephan Studer |

| 25 de outubro de 2012 | Levante                           | 3 – 0     | Twente | Estadi Ciutat de València, Valência               |
| 19:00                 | Míchel 59' (pen.) · Ríos 78', 88' | Relatório |        | Público: 13 000 Árbitro: RUS Vladislav Bezborodov |

| 8 de novembro de 2012 | Hannover 96                  | 3 – 2     | Helsingborgs IF         | AWD-Arena, Hanôver                         |
| 21:05                 | Diouf 3', 50' · Huszti 90+1' | Relatório | Đurđić 59' · Bedoya 67' | Público: 36 000 Árbitro: FRA Fredy Fautrel |

| 8 de novembro de 2012 | Twente | 0 – 0     | Levante | De Grolsch Veste, Enschede                |
| 21:05                 |        | Relatório |         | Público: 19 500 Árbitro: FRA Tony Chapron |

| 22 de novembro de 2012 | Helsingborgs IF | 1 – 3     | Levante                          | Olympia, Helsingborg                   |
| 19:00                  | Sørum 89'       | Relatório | Ángel 8' · Diop 37' · Iborra 81' | Público: 4 453 Árbitro: IRL Alan Kelly |

| 22 de novembro de 2012 | Hannover 96 | 0 – 0     | Twente | AWD-Arena, Hanôver                            |
| 19:00                  |             | Relatório |        | Público: 35 800 Árbitro: BLR Aleksei Kulbakov |

| 6 de dezembro de 2012 | Levante                  | 2 – 2     | Hannover 96               | Estadi Ciutat de València, Valência              |
| 21:05                 | Ángel 49' · Iborra 90+4' | Relatório | Stindl 18' · Ya Konan 26' | Público: 18 000 Árbitro: ROU Alexandru Dan Tudor |

| 6 de dezembro de 2012 | Twente    | 1 – 3     | Helsingborgs IF                     | De Grolsch Veste, Enschede                 |
| 21:05                 | Tadić 74' | Relatório | Djurdić 6' · Bedoya 22' · Sørum 67' | Público: 15 000 Árbitro: GRE Ilias Spathas |